# Sharia
Sharia (arabisk: ”شريعة”, translitteration: Sharīʿa, transskription: ”Shariʿa”, lydskrift: [ɕɑˈʁiːa] el. [ɕaˈʁiːa]) er islams religiøse lov, også kaldt "sharialoven" eller "loven". Sharia betegner ifølge islamisk tankegang guddommeligt åbenbarede anvisninger, dvs. Guds lov. Det er dog kun Gud selv, som kender det korrekte indhold af denne lov, og mennesker er henvist til at søge at udlede indholdet ved fortolkninger af bl.a. Koranen og andre religiøse tekster, som kan opfattes på forskellig vis, og hvor fortolkningen kan skifte over tid. Sharia er dermed ikke en konkret lovtekst, men et abstrakt teologisk begreb, der kan opfattes som et regelsæt for de etiske og moralske regler i islam, der bl.a. handler om at være et godt menneske og stå i et godt forhold til Gud.
Fra et islamisk synspunkt praktiserer kristne og jøder også sharia, men har ifølge Koranen forfalsket dele af Guds åbenbaring. I ældre jødisk og kristen arabisk litteratur bruges også begrebet sharia om den lov, som Gud har åbenbaret gennem sine profeter, eksempelvis Moseloven.

## Etymologi
Direkte oversat betyder sharia "vejen" eller "vejen til drikkestedet". Vejen bruges her som et synonym for vejen til Gud. Med andre ord fører sharia mennesket til Gud.

## Sharia og fiqh
I den islamisk-juridiske tradition skelnes mellem sharia og fiqh. Mens sharia betegner Guds intentioner med åbenbaringerne og derfor kun kendes af Gud selv, betegner fiqh (der kan oversættes som islamisk retsvidenskab eller islamisk jura) menneskenes forsøg på at udlede sharia fra Koranen, beretninger om Muhammed og en række andre vigtige tekster. Samtidig er de retslærde bevidste om, at disse menneskelige fortolkninger kan være fejlagtige. Der findes en række forskellige retsskoler, som afviger fra hinanden i deres opfattelse af forskellige spørgsmål, og der er mellem retsskolerne enighed om at være uenige, sådan at de islamiske jurister anerkender hinandens fortolkninger til trods for uenigheden.
I Koranen nævnes sharia kun en enkelt gang. Det er derfor nødvendigt for de islamiske retslærde at inddrage andre kilder i arbejdet med at finde frem til, hvordan sharia skal forstås. Indenfor de fire sunnitiske retsskoler uddrages retsreglerne og de juridiske principper ud fra fire typer kilder:
- Koranen
- Sunna (Profeten Muhammeds sædvane)
- Qiyas (analogislutning)
- Ijma (konsensus blandt de retslærde)

Profetens sunna findes blandt andet fra hadith, beretninger om, hvad Muhammed har gjort og sagt, hvoraf der findes ca. 600.000 forskellige, som kan kombineres på mange forskellige måder. Et eksempel på, hvordan konklusioner ud fra analogier fungerer, er opfattelsen af narkotika. Anvendelsen af narkotika anses for forbudt, selvom spørgsmålet ikke er nævnt i Koranen. Der står imidlertid at det er forbudt at drikke vin, og de retslærde har derudfra sluttet sig til, at alle rusmidler er forbudte.

## Hvad omfatter sharia?
De klassiske sharia-tolkninger omfatter en lang række meget forskellige emner. De omhandler således både det enkelte individs tilbedelse af Gud, omgangsformer i hverdags- og familielivet og samfundsmæssige forhold, som vi i dag vil opfatte som politiske og juridiske emner. Sharia dækker altså en lang række forhold som eksempelvis etik, ritualer, manerer, skik og brug udover de områder, som i nutiden falder ind under lovgivning.
De fire klassiske sunnitiske retsskoler inddeler menneskelige handlinger i fem forskellige kategorier:
- obligatorisk
- anbefalet
- tilladte
- frarådeligt
- forbudt

Alle handlinger kan principielt placeres i en af disse kategorier. Retsskolerne er indbyrdes uenige om klassifikationen, men der er f.eks. enighed om, at pilgrimsfærden til Mekka (hajj) er obligatorisk for alle, der har råd til den, og at det er forbudt at spise svinekød. Overtrædelser medfører dog ingen jordisk straf, da der er tale om synder, dvs. at man er kun skyldig overfor Gud. På samme måde er det anbefalet at give til velgørenhed, og man vil blive belønnet for det i det hinsidige, men der er ingen straf for ikke at give. Ægtefæller frarådes at blive skilt, men det er ingen synd at blive det. Man belønnes dog i det hinsidige for at undgå det. På denne måde udgør islamisk jura (fiqh) en systematisk ramme for islams lære om det gode liv snarere end et strafferetssystem. Den islamiske hverdagsjura er altså en form for islamisk etik, hvor håndhævelsen ikke bygger på retssystemets domsmagt, men håndhæves i de sociale relationer.
Ofte har fiqh-litteraturen inddelt reglerne i fire grupper: Regler, der omhandlede den enkeltes tilbedelse af Gud, regler om handel og økonomi, regler om ægteskab og skilsmisse samt regler, der svarer til vore dages strafferet. I dag er det især de to sidstnævnte kategorier, familielovgivning og strafferet, der er omdiskuteret, når man diskuterer sharia-lovgivning.

## Sharia-lovgivning
Sharia er et bredt begreb for de overordnede vurderinger og normer, som muslimer kan finde for deres liv, uden at der er tale om egentlige officielle love. Sharia kan dog også være grundlaget for konkret lovgivning, der så vil være præget af det land og den tid, hvor lovgivningen bliver til. Sharia-lovgivning er den lovgivning, som nogle lovgivere udleder af fiqh. Mens nogle muslimske lande har en skarp adskillelse mellem religion og politik, er der andre lande, hvor en stor del af det juridiske system er indrettet efter en traditionel tolkning af sharia. Fra 1970'erne blev sharia flere steder et politisk symbol på en mere retfærdig og autentisk lov, og bl.a. Pakistan, Sudan og Iran proklamerede en genindførelse af sharia, ofte som en modreaktion mod vestlig indflydelse. Desuden bliver sharia-lovgivning brugt i Afghanistan, ligesom den i flere lande er inspirationskilde for lovgivningen generelt og i særlig grad har indflydelse på familielovgivningen, dvs. regler vedrørende ægteskab, skilsmisse, forældremyndighed og arveregler. Der er samtidig stor forskel på den måde, sharia-lovgivningen er udformet på i de forskellige lande. I flere lande, f.eks. i Marokko og Tunesien, er familielovgivningen i de senere år blevet reformeret, så den ifølge lovgiverne stadig er i overensstemmelse med sharia, men samtidig lever op til nogle af de krav, som blandt andet kvindesagsgrupper har stillet. Det er for eksempel tilfældet i Marokko og Tunesien. Marokko fik i 2004 en ny familielovgivning baseret på sharia, hvor kvinder har ligestilling med mænd i ægteskabet, mindstealderen for ægteskab er sat op til 18 år, flerkoneri er blevet besværliggjort, og sexchikane er forbudt. I Tunesien er flerkoneri blevet forbudt ud fra en nyfortolkning af sharia.